# División de Honor de fútbol sala 2003-04
La temporada 2003-04 de División de Honor fue la 15.ª edición de la máxima competición de la Liga Nacional de Fútbol Sala española. Se disputó entre el 13 de septiembre de 2003 y el 19 de junio de 2004. La liga empezó con 16 equipos y un sistema de liga basado en fase regular más fase final, en el que los ocho primeros disputarían el título de campeón y los dos últimos descendían a División de Plata.
El campeón fue Boomerang Interviú, que batió en la final a ElPozo Murcia Turística en cinco partidos.

## Campeonato

### Liga regular
| Puesto | Equipo                   | Ptos | J  | G  | E | P  | GF  | GC  | DG  | Nota                         |
| ------ | ------------------------ | ---- | -- | -- | - | -- | --- | --- | --- | ---------------------------- |
| 1      | Boomerang Interviú       | 76   | 30 | 24 | 4 | 2  | 163 | 90  | +73 | Fase final                   |
| 2      | ElPozo Murcia Turística  | 70   | 30 | 23 | 1 | 6  | 174 | 92  | +82 | Fase final                   |
| 3      | Playas de Castellón      | 58   | 30 | 17 | 7 | 6  | 128 | 90  | +38 | Fase final                   |
| 4      | Miró Martorell           | 55   | 30 | 17 | 4 | 9  | 134 | 104 | +30 | Fase final                   |
| 5      | Polaris World Cartagena  | 47   | 30 | 13 | 8 | 9  | 122 | 116 | +6  | Fase final                   |
| 6      | DKV Seguros Zaragoza     | 45   | 30 | 14 | 3 | 13 | 117 | 124 | -7  | Fase final                   |
| 7      | Azkar Lugo FS            | 43   | 30 | 12 | 7 | 11 | 106 | 100 | +6  | Fase final                   |
| 8      | Marfil Santa Coloma      | 42   | 30 | 13 | 3 | 14 | 111 | 113 | -2  | Fase final                   |
| 9      | Caja Segovia FS          | 36   | 30 | 10 | 6 | 14 | 114 | 133 | -19 |                              |
| 10     | Lobelle de Santiago      | 35   | 30 | 9  | 8 | 13 | 139 | 133 | +6  |                              |
| 11     | Gervasport Boadilla      | 35   | 30 | 10 | 5 | 15 | 118 | 133 | -15 |                              |
| 12     | MRA Gvtarra              | 35   | 30 | 10 | 5 | 15 | 126 | 143 | -17 |                              |
| 13     | URJC Móstoles            | 34   | 30 | 10 | 4 | 16 | 119 | 142 | -23 |                              |
| 14     | LookFind Alcalá Carnicer | 32   | 30 | 9  | 5 | 16 | 123 | 154 | -31 | Promoción                    |
| 15     | Gestesa Guadalajara      | 21   | 30 | 6  | 3 | 21 | 106 | 169 | -63 | Descenso a División de Plata |
| 16     | Valencia Vijusa          | 19   | 30 | 6  | 1 | 23 | 92  | 156 | -64 | Descenso a División de Plata |

Ascienden a División de Honor 2004/05: EDL Muebles Caloto (Lugo) Povet.com Benicarló FS (Benicarló).
Nota: Gervasport Boadilla se fusionó con Levitt Las Rozas para crear el UD Boadilla Las Rozas
Sistema de puntuación: Victoria = 3 puntos; Empate (E) = 1 punto; Derrota = 0 puntos

### Fase final
|  | Cuartos de final          | Cuartos de final    |                           |                           | Semifinales         | Semifinales         |  |                      | Final               | Final               |  |
|  | Mejor de 3 partidos       | Mejor de 3 partidos |                           |                           | Mejor de 5 partidos | Mejor de 5 partidos |  |                      | Mejor de 5 partidos | Mejor de 5 partidos |  |
|  |                           |                     |                           |                           |                     |                     |  |                      |                     |                     |  |
|  |                           |                     |                           |                           |                     |                     |  |                      |                     |                     |  |
|  | 1 Boomerang Interviú      | 2                   |                           |                           |                     |                     |  |                      |                     |                     |  |
|  | 1 Boomerang Interviú      | 2                   |                           |                           |                     |                     |  |                      |                     |                     |  |
|  | 8 Marfil Santa Coloma     | 0                   |                           |                           |                     |                     |  |                      |                     |                     |  |
|  | 8 Marfil Santa Coloma     | 0                   |                           | 1 Boomerang Interviú      | 3                   |                     |  |                      |                     |                     |  |
|  |                           |                     |                           | 1 Boomerang Interviú      | 3                   |                     |  |                      |                     |                     |  |
|  |                           |                     | 5 Polaris World Cartagena | 1                         |                     |                     |  |                      |                     |                     |  |
|  | 4 Miró Martorell          | 1                   | 5 Polaris World Cartagena | 1                         |                     |                     |  |                      |                     |                     |  |
|  | 4 Miró Martorell          | 1                   |                           |                           |                     |                     |  |                      |                     |                     |  |
|  | 5 Polaris World Cartagena | 2                   |                           |                           |                     |                     |  |                      |                     |                     |  |
|  | 5 Polaris World Cartagena | 2                   |                           |                           |                     |                     |  | 1 Boomerang Interviú | 3                   |                     |  |
|  |                           |                     |                           |                           |                     |                     |  | 1 Boomerang Interviú | 3                   |                     |  |
|  |                           |                     | 2 ElPozo Murcia Turística | 2                         |                     |                     |  |                      |                     |                     |  |
|  | 2 ElPozo Murcia Turística | 2                   | 2 ElPozo Murcia Turística | 2                         |                     |                     |  |                      |                     |                     |  |
|  | 2 ElPozo Murcia Turística | 2                   |                           |                           |                     |                     |  |                      |                     |                     |  |
|  | 7 Azkar Lugo FS           | 1                   |                           |                           |                     |                     |  |                      |                     |                     |  |
|  | 7 Azkar Lugo FS           | 1                   |                           | 2 ElPozo Murcia Turística | 3                   |                     |  |                      |                     |                     |  |
|  |                           |                     |                           | 2 ElPozo Murcia Turística | 3                   |                     |  |                      |                     |                     |  |
|  |                           |                     | 3 Playas de Castellón     | 1                         |                     |                     |  |                      |                     |                     |  |
|  | 3 Playas de Castellón     | 2                   | 3 Playas de Castellón     | 1                         |                     |                     |  |                      |                     |                     |  |
|  | 3 Playas de Castellón     | 2                   |                           |                           |                     |                     |  |                      |                     |                     |  |
|  | 6 DKV Seguros Zaragoza    | 0                   |                           |                           |                     |                     |  |                      |                     |                     |  |
|  | 6 DKV Seguros Zaragoza    | 0                   |                           |                           |                     |                     |  |                      |                     |                     |  |
|  |                           |                     |                           |                           |                     |                     |  |                      |                     |                     |  |

| Campeón de la Liga Nacional de Fútbol Sala |
| ------------------------------------------ |
| Boomerang Interviú Sexto título            |

### Fase de permamencia
Al mejor de 5 partidos.
| Levitt Las Rozas | 1 | - | 3 | LookFind Alcalá Carnicer |

## Goleadores
| Puesto | Jugador         | Equipo                   | Goles |
| ------ | --------------- | ------------------------ | ----- |
| 1      | Lenísio         | ElPozo Murcia Turística  | 57    |
| 2      | Guga            | LookFind Alcalá Carnicer | 41    |
| 3      | Alberto Cogorro | Gervasport Boadilla      | 37    |
| 3      | Javi Rodríguez  | Playas de Castellón      | 37    |
| 3      | Manoel Tobías   | Polaris World Cartagena  | 37    |